# رئوس مطالب موضوعات تراجنسیتی
این نوشتار فهرست‌بندی مقالات، مفاهیم و اصطلاحات مربوط به تراجنسیتی است.
تراجنسیتی یا ترنس‌جندر یک عنوان چتری برای افرادی است که هویت جنسیتی یا بیان جنسیت آن‌ها با جنسیت انتسابی هنگام تولدشان متفاوت است. یک فرد تراجنسیتی می‌تواند زن، مرد یا غیردودویی باشد.
تراجنسیتی یک گرایش جنسی نیست. فرد تراجنسیتی می‌تواند دگرجنس‌گرا، همجنس‌گرا، دوجنس‌گرا، همه‌جنسگرا یا بی‌جنسگرا باشد

## رفتار افراد
- تراجنسیتی
  - مرد ترنس
  - زن ترنس
- تراجنسی
- مبدل‌پوشی
  - دگرجنس‌پوشی
  - زن‌پوش(درگ کویین)
  - مردپوش(درگ کینگ)
- جنسیت غیردودویی
- جنسیت سوم
- آندروجینی
- تظاهر به جنسیت متضاد
- شی‌میل
- زنانه‌سازی (رفتار جنسی)
- پورنوگرافی تراجنسیتی

### فرهنگ غیرغربی
- خواجه (جنسی)
- هیجرا
- کتو ای
- فوتاناری
- دو روح
- آمازون‌ها

## مفاهیم اصلی
- تمایز جنسیت و جنسینگی
- جنسیت
- هم‌سوجنسی
- دوجنسیتی
- جنسیت باینری
- هویت جنسیتی
- آشفتگی جنسیتی
- نقش جنسیتی
- روز یادآوری تراجنسیتی
- تراجنسیت‌هراسی
- دگرجنس‌گراهنجاری

### جنس
- بیناجنس
- اندام جنسی
- صفات ثانویه جنسی
- جنسیت انتسابی
- روش گزینش جنسیت
- نرماده

## گذار و تایید جنسیت
- مراحل گذار جنسیت
  - آشکارسازی
  - تطبیق و بازتایید جنسیت
    - هورمون‌درمانی افراد ترنس
      - هورمون‌درمانی زنانه‌سازی
      - هورمون‌درمانی مردانه‌سازی

    - جراحی تطبیق و بازتایید جنسیت
      - جراحی‌های مردانه‌سازی
        - متودیوپلاستی
        - ماستکتومی
        - تخمدان‌برداری
        - واژینکتومی
        - هیسترکتومی

      - جراحی‌های زنانه‌سازی
        - واژینوپلاستی
        - ارکیدکتومی
        - ماموپلاستی
        - پنکتومی
        - بزرگ کردن پستان
        - جراحی مؤنث‌سازی چهره

## ایران
- حقوق افراد ترنس در ایران

## تبعیض
- خشونت علیه افراد دگرباش جنسی
- تراجنسیت‌هراسی

## مطالعات جنسیت
- آنیما و آنیموس
- دیدگاه فمینیسم در خصوص افراد تراجنسیتی
- مطالعات جنسیت
- نظریه کوئیر
- ترنس‌فمینیسم

### افراد
- جودیت باتلر
- سوزان استرایکر
- سندی استون

## جامعه
- افراد تراجنسیتی در ورزش
- تراجنسیتی و دین
- روز جهانی مبارزه با همجنس‌گراهراسی، تراجنس‌هراسی و دوجنس‌گراهراسی

## هنر
- جنسیس پی-اوریدج
- لورا جین گریس
- سوفی (موسیقی‌دان)
- کلود کائون
- مبدل‌پوشی در فیلم و تلویزیون

## کتاب‌ها
- مردی که ملکه خواهد شد